# Coridoarele timpului
Coridoarele timpului (1965) (titlu original The Corridors of Time) este un roman științifico-fantastic al scriitorului Poul Anderson. Deși titlul sugerează o legătură cu celebra serie a acestuia Patrula timpului, romanul nu face parte din aceasta și tratează problematica temporală dintr-o altă perspectivă.

## Intriga
Malcolm Lockridge, un pușcăriaș din secolul al XX-lea, este ajutat să iasă din închisoare de o femeie misterioasă pe nume Storm Darroway. Aceasta este o călătoare în timp, conducătoarea facțiunii Străjerilor și are nevoie de abilitățile lui Malcolm pentru a-l contracara pe Brann, conducătorul facțiunii rivale a Jandarmilor.
Confruntarea decisivă dintre cele două facțiuni se poartă în peninsula Iutlanda, fiecare dintre ele având alături unul dintre triburile care populau acea zonă în Epoca Pietrei. Brann are câștig de cauză, dar Malcolm reușește să evadeze și, sfătuit de Storm, caută ajutor în fief-ul din secolul al XVI-lea al Străjerilor. El ajunge astfel în Viborg și, ajutat de danezi și de englezi, pornește o contra-ofensivă în urma căreia o eliberează pe Storm. Încercând să-i întindă o capcană lui Brann, Malcolm vizitează cartierul general al acestuia și află câteva adevăruri incomode în legătură cu Storm. Ulterior, o vizită într-un viitor în care nu mai există nici Străjeri, nici Jandarmi, îl pune pe gânduri.
Revenit în Epoca Pietrei, el se revoltă împotriva lui Storm, considerând-o la fel de rea ca Brann, și conduce un grup de localnici către Insulele Britanice și călătorește câteva decenii în trecut, întemeind un nou trib. Ajuns la anii bătrâneții, revine în Iutlanda și atacă tabăra lui Storm, făcând-o prizonieră pe aceasta. În final, ca o ironie a sorții, muribundul Brann - pe care îl eliberează din prizonierat - o ucide pe Storm.

## Personaje
- Malcolm Lockridge - un om din secolul al XX-lea ajuns la pușcărie în urma unei crime accidentale și eliberat pentru a se alătura taberei Străjerilor temporali
- Storm Darroway - conducătoarea Străjerilor temporali
- Brann - conducătorul Jadarmilor temporali
- Auri (Pană-Înflorată) - localnică din Avildaro, membră a tribului Tenil Orugaray din Epoca Pietrei, care se îndrăgostește de Malcolm și se va căsători, în cele din urmă, cu el
- Withucar - căpetenie din tribul Yuthoazilor din Epoca Pietrei care devine prieten apropiat al lui Malcolm
- Jesper Fledelius - agent al Străjerilor în Viborgul secolului al XVI-lea
- Mareth cunoscut ca Marcus Nielsen - agent al Străjerilor născut în mileniul al patrulea e.n., care trăiește în secolul al XVI-lea ca Mark de Salisbury
- John și Mary - consilieri continentali dintr-un viitor în care nu mai există nici tabăra Străjerilor, nici cea a Jandarmilor

## Opinii critice
Romanul a avut parte de recenzii mixte, multe dintre ele remarcând că, deși constituie o lectură plăcută, dezamăgește per ansamblu și nu a îmbătrânit bine. Totuși, SFReviews.net apreciază că a doua jumătate a romanului „este aur curat, un exemplu perfect pentru genul de SF care nu se mai scrie astăzi” și crede că „va satisface fanii lui Anderson (și cititorii de SF în general)”. La rândul său, Tor.com a fost impresionat de modul în care Anderson „a venit cu o idee SF de genul tunelelor fizice cu capete fixe construite prin timp și un conflict major între două grupări și a finalizat-o atât de îngrijit și de satisfăcător” pentru cititor, fără a avea nevoie de o trilogie cu volume de sute de pagini cum se întâmplă în ziua de azi.